# II. Richárd (dráma)

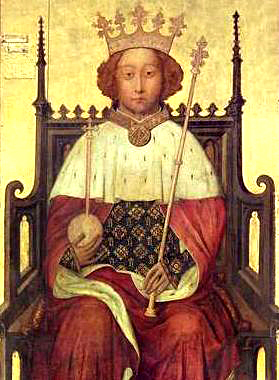
II. Richárd király

A II. Richárd (Richard II) Shakespeare egyik történelmi drámája. A darab az első a négyrészes történelmi drámasorozatból, melynek az összefoglaló neve ‘második tetralógia’ (second tetralogy), és a 14. és 15. századi angol történelem legfontosabb eseményeivel foglalkozik.  A sorozat további három része: IV. Henrik, első rész, IV. Henrik, második rész és az V. Henrik.

## Keletkezése
A dráma először az 1597-es kvartó kiadásban jelent meg, és része volt az 1623-ban megjelent Első Fóliónak.
A darabot Raphael Holinshed műve ihlette: Chronicles of England, Scotland, and Ireland (Anglia, Skócia és Írország krónikái), melyből Shakespeare sok elemet átemelt II. Richárd életét illetően. A műnek egy másik forrása Samuel Daniel elbeszélő költeménye volt: The Civil Wars (Polgárháborúk), amely 1595-ben keletkezett. Egyes feltételezések szerint a drámára egy korábbi ismeretlen szerzőtől származó befejezetlen dráma is hatással volt, melynek címe Thomas of Woodstock (Woodstock Tamás), amelynek a főszereplője szintén II. Richárd.

## Szereplők
| Angol szöveg                                                                    | Spiró György-fordítás                                                          | Szász Károly-fordítás                                                               |
| King Richard II                                                                 | II. Richárd király                                                             | II. Richard király                                                                  |
| John of Gaunt, Duke of Lancaster                                                | John of Gaunt, Lancaster hercege                                               | Gaunt János                                                                         |
| Duke of York                                                                    | Edmund of Langley, York hercege                                                | Langley Edmund                                                                      |
| Henry Bolingbroke – Duke of Hereford, son of John of Gaunt, later King Henry IV | Henrik Bolingbroke, Hereford hercege, John Gaunt fia, később IV. Henrik király | Bolingbroke Henrik                                                                  |
| Duke of Aumerle                                                                 | Aumerle hercege, a yorki herceg fia                                            | Aumerle herczeg                                                                     |
| Thomas Mowbray, Duke of Norfolk                                                 | Thomas Mowbray, Norfolk hercege                                                | Mowbray Tamás                                                                       |
| Duke of Surrey                                                                  | Surrey hercege                                                                 | Surrey herczeg                                                                      |
| Earl of Salisbury                                                               | Salisbury grófja                                                               | Salisbury gróf                                                                      |
| Lord Berkeley                                                                   | Lord Berkeley                                                                  | Berkley gróf                                                                        |
| Bushy, Bagot, Green                                                             | Bushy, Bagot, Green: Richárd hívei                                             | Bushy, Bagot, Green: Richard király teremtményei                                    |
| Earl of Northumberland                                                          | Northumberland grófja                                                          | Norhumberland gróf                                                                  |
| Henry ’Hotspur’ Percy                                                           | Henry Percy, a fia                                                             | Percy Henrik, fia                                                                   |
| Lord Ross                                                                       | Lord Ross                                                                      | Lord Ross                                                                           |
| Lord Willoughby                                                                 | Lord Willoughby                                                                | Lord Willoughby                                                                     |
| Lord Fitzwater                                                                  | Lord Fitzwater                                                                 | Lord Fitzwater                                                                      |
| Bishop of Carlisle                                                              | Carlisle püspök                                                                | Carlislei Püspök                                                                    |
| Abbot of Westminster                                                            | Westminster apátúr                                                             | Westminsteri Apátúr                                                                 |
| Lord Marshall                                                                   | Lord Marsall                                                                   | Lord-Marshal                                                                        |
| Sir Stephen Scroop                                                              | Sir Stephen Scroop                                                             | Scroop István                                                                       |
| Sir Piers Exton                                                                 | Sir Pierce of Exton                                                            | Exton Pierce                                                                        |
| Welsh Captain                                                                   | Walesi kapitány                                                                | Egy walesi csapat kapitánya                                                         |
| Queen                                                                           | Királyné                                                                       | Királyné, Richard király neje                                                       |
| Duchess of York                                                                 | York hercegné                                                                  | York herczegné                                                                      |
| Duchess of Gloucester                                                           | Gloster hercegné                                                               | Özv. Gloster herczegné                                                              |
| Queen’s ladies                                                                  | Hölgyek                                                                        | Hölgyek, a királyné kíséretében                                                     |
| Two heralds, gardener, gardener’s man, Keeper, Groom                            | Urak, küldöncök, tisztek, katonák, kertészek, börtönőr, lovász, kísérők        | Lordok, Hírnökök, Tisztek, Katonák, Kertészek, Börtönőr, Lovászlegény s más Kíséret |

## Cselekmény

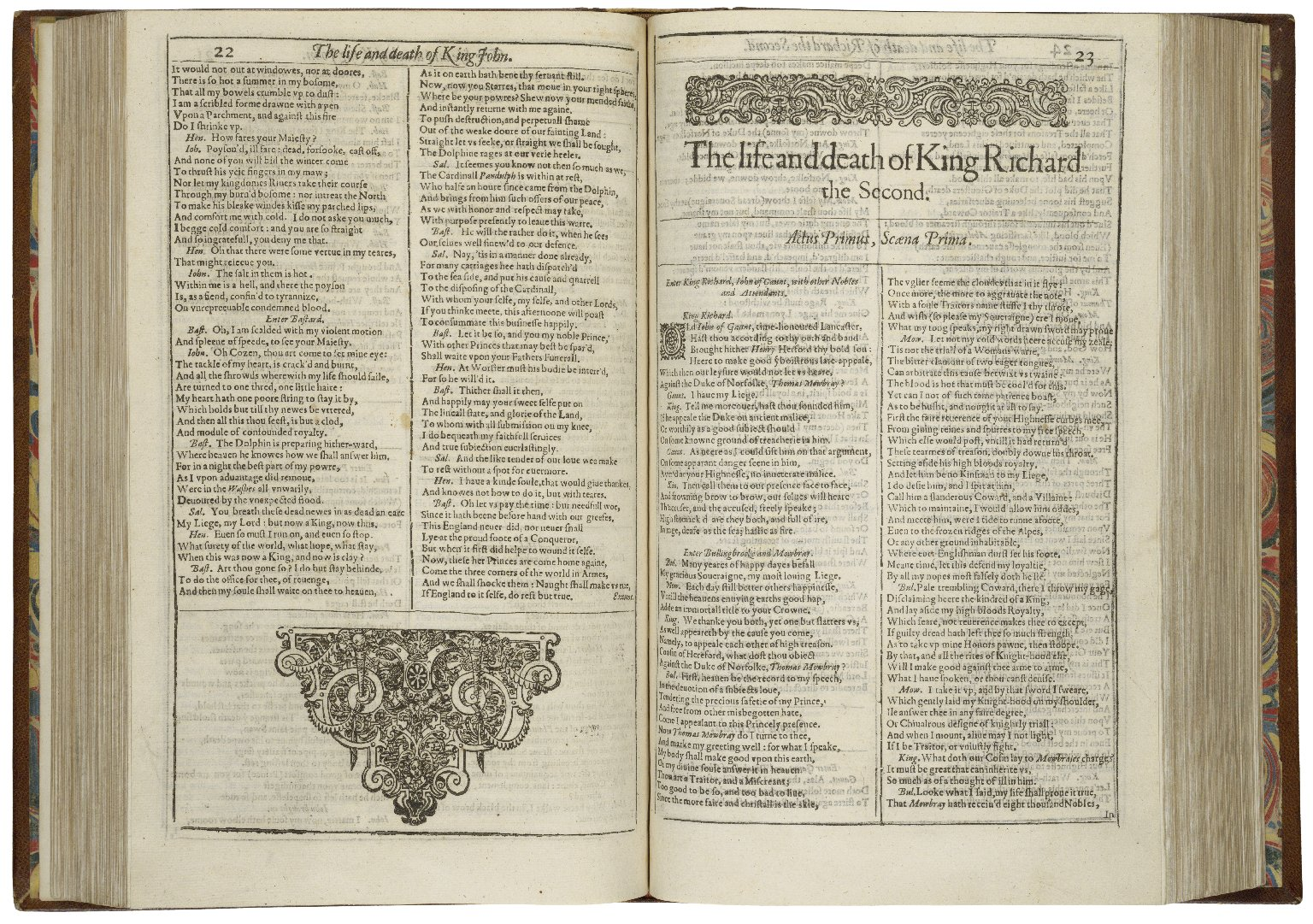
A II. Richárd első oldala, ahogy az Első Fólióban megjelent 1623-ban

### 1. felvonás

#### 1. szín
Richárd király unokatestvére, Henry Bolingbroke meggyanúsítja Thomas Mowbrayt árulással, összeesküvéssel és Gloucester hercegének, Thomasnak meggyilkolásával. Mowbray bajvívást követel. Richárd és Bolingbroke apjának, John Gaunt tiltakozása ellenére elkötelezik magukat a harc mellett, így Richárd kénytelen kijelölni az összecsapás idejét.  

#### 2. szín
Gloucester hercegnője, Thomas özvegye követeli, hogy Gaunt bosszulja meg férje halálát, de az csak azt válaszolja, hogy a gyilkosság a király parancsa volt, aki Istent képviseli, tehát bosszút is csak Isten állhat. A hercegnő imádkozik, hogy Mowbray haljon meg a párbaj közben.

#### 3. szín
Mowbay és Bolingbroke készül az összecsapásra, de az utolsó pillanatban a király mindkettejüket száműzi. Bolingbroke-ot 10 évre, Mowbray-t örökre. Indulás előtt Mowbray kijelenti, hogy majd fény derül Bolingbroke hűtlenségére a királyhoz. Richárd, Gaunt bánatát látva, lerövidíti fia száműzetését 6 évre, de Gaunt csak annyit válaszol, hogy ő azt sem fogja megélni. A király elmegy, majd Gaunt próbálja felvidítani fiát, sikertelenül.

#### 4. szín
Aumerle hercege, aki Bolingbroke tettetett barátja volt, jelenti a királynak, hogy a nemes elhagyta az országot. Richárd elismeri, hogy irigyli Bolingbroke népszerűségét. Sir Henry Green felhívja a király figyelmét egy írországi lázadásra és Richárd eltervezi, hogy odavezet egy sereget. A hadműveletet abból fogják fizetni, hogy eladják a vállalkozóknak a jogot, hogy adót szedhessenek és nagy kölcsönöket kényszerítenek ki a nemesekből. Eközben hírek érkeznek, hogy Gaunt betegeskedik és találkozni akar a királlyal. Richárd a mielőbbi halálát reméli, hogy elkobozhassa pénzét az ír hadjáratra.

### 2. felvonás

#### 1. szín
A haldokló Gaunt megosztja kívánságát fivérével, Duke hercegével, hogy szeretné Richárdot jó tanácsokkal ellátni mielőtt meghal és dühítik a király pénzteremtési módszerei.  A király nemesek társaságában érkezik. Gaunt szemrehányást tesz neki, mire Richárd emlékezteti hogy bármikor megöletheti. Gaunt meggyanúsítja Gloucester meggyilkolásával és kijelenti, hogy a szégyen, amit a király hozott a családra, amúgy is végez vele, majd visszatér ágyába, mondván hogy nemsokára meghal. Northumberland grófja híreket hoz, hogy Gaunt valóban meghalt, mire Richárd egyből magáénak kiáltja ki minden vagyonát. York, elképedve, trónbitorláshoz hasonlítja az elkobzást. A király ezt figyelmen kívül hagyja és kormányzónak kiáltja ki York-ot amíg Írországban van. Az ott maradt nemesek, Northumberland, Ross and Willoughby megtárgyalják a király igazságtalanságát és félelmüket, hogy az itt történtek az egész arisztokráciát fenyegetik. Northumberland elárulja, hogy Bolingbroke Anglia felé tart egy sereggel és a nemesek úgy döntenek, hogy mellé állnak.

#### 2. szín
A királynő Bushy-val és Bagot-al beszélget szomorúságáról, hogy Richárd Írországban van. Greene híreket hoz, miszerint Bolingbroke partra szállt Angliában és több nemes is csatlakozott hozzá. York érkezik, siránkozva, hogy Richárd az összes haderejét magával vitte, azonban hírek érkeznek, hogy Gloucester hercegnője meghalt, akitől York pénzt akart kérni. Lesújtva a hírektől azt kívánja, bárcsak lefejeztette volna a király, akkor nem kéne a két oldal közt választania. York a királynővel távozik, majd Bushy, Bagot és Greene a menekülés mellett dönt.

#### 3. szín
Bolingbroke és Northumberland menetelés közben találkozik Northumberland fiával, Harry Percy-vel, aki híreket hoz, hogy York egy kisebb haderővel a közeli Berkeley várban tartózkodik. Berkeley érkezik és közli York követelését, hogy Bolingbroke magyarázza meg miért van Angliában.  York maga követi és megrója unokaöccsét a királyhoz való hűtlenségéért. Bolingbroke azt állítja, hogy ő csak azért jött, ami őt illeti: apja birtoka, Gaunt. York továbbra is árulásnak vallja cselekedeteit, de mivel nincs elég ereje szembeszállni velük, semlegességet ígér és felajánlja nekik a kastélyt menedéknek, de Bolingbroke előbb Bristolba indul, hogy elfogja Bushy-t és Bagot-ot.

#### 4. szín
Egy walesi kapitány azt jelenti Salisbury grófjának, hogy katonái előbb-utóbb dezertálnak, mivel már régóta nem hallottak a király felől. Pletykák terjengenek, hogy Richárd halott, amire több jel is utal. Salisbury előre látja az uralkodó bukását.

### 3. felvonás

#### 1. szín
Bushy és Greene Bolingbroke rabjai, aki halálra ítéli őket, amiért félrevezették a királyt. Bolingbroke úgy hiszi, hogy miattuk lett száműzve és meglopták távollétében.

#### 2. szín
Az Írországból hazatérő Richard értesül Bolingbroke tetteiről, majd mikor megtudja, hogy York is csatlakozott hozzá, lemond a koronáról és elismeri a vereséget.

#### 3. szín
Bolingbroke, hallva hogy a király hajlandó lemondani a trónról, elküldi hozzá Northumberland-ot, megüzenve, hogy hajlandó hűséget esküdni Richárdnak, amennyiben visszakapja Gaunt birtokát és visszavonja száműzetését. A király elfogadja Bolingbroke feltételeit, úgy téve mintha saját erejéből győzedelmeskedett volna.

#### 4. szín
A királynő a kertben bujkálva meghallja a kertész és segédei közötti beszélgetést, Bushy és Greene kivégzéséről és arról, hogy Richárdot valószínűleg hamarosan leváltják. A királynő dühöngve követel erre magyarázatot, mire a kertész csak annyit felel, hogy a történtekről egész London tud. A királynő kétségbeesésében elhagyja a várost.

### 4. felvonás

#### 1. szín
Bolingbroke tárgyalást tart. Bagot szerint Aumerle gyilkosságot tervelt Gloucester hercege ellen. A vitát elnapolják, mikor York híreket hoz arról, hogy Richárd hajlandó lemondani. A Carlisle-i püspök nem helyesli az Isten által választott uralkodó leváltását, félvén hogy ez polgárháborúhoz vezet, de letartóztatják és a Westminsteri apát gondjaira bízzák. Richárd érkezik, aki vonakodva átadja koronáját és jogarát Bolingbroke-nak. Távozásuk után Aumerle, Carlisle és az apát összeesküvést kezd el szervezni Bolingbroke ellen.

#### 2. szín
Richárd, úton a börtön felé, találkozik királynőjével, aki próbálja felvidítani. Northumber érkezik új utasításokkal: Richárdot Pomfret várába kell vinniük, a királynőt pedig Franciaországba száműzik. Miután belenyugszanak sorsukba, a királyi pár elbúcsúzik egymástól.

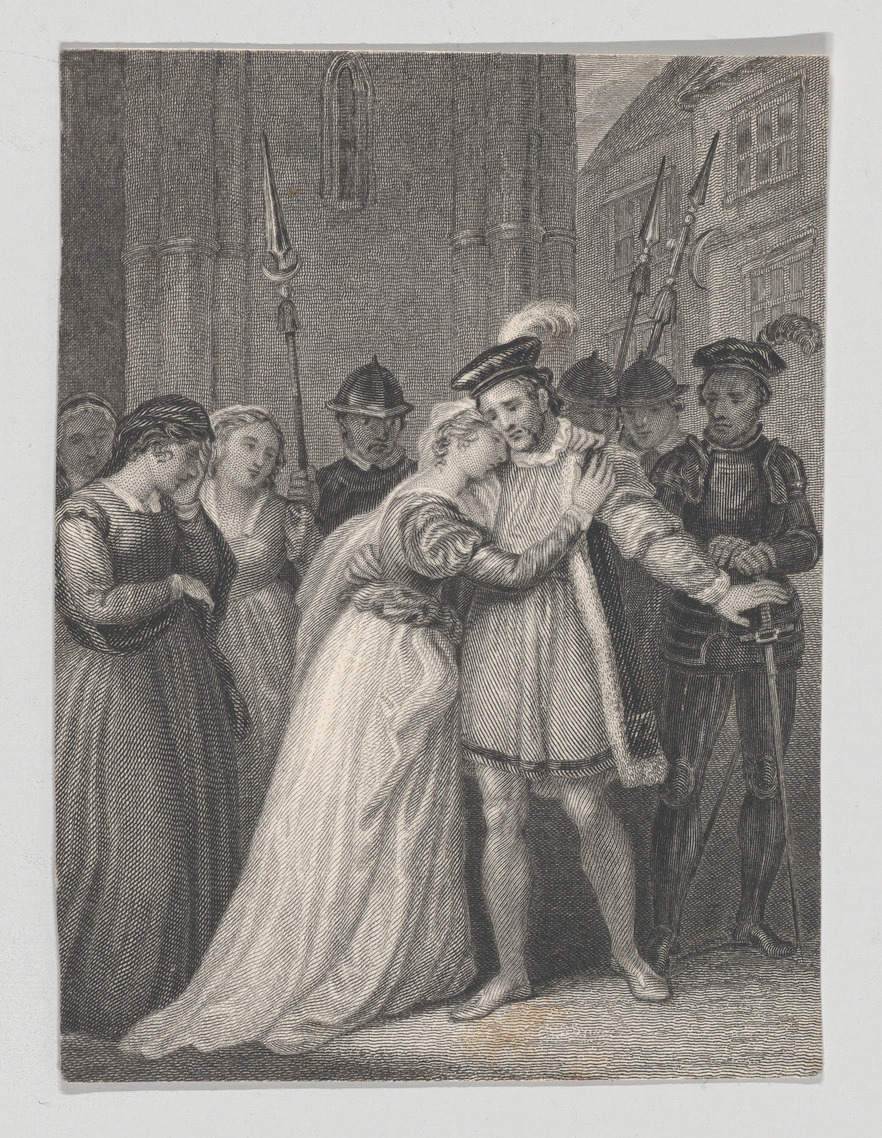
Richárd király és királynéja, 5. felvonás, 1. jelenet

### 5. felvonás

#### 1. szín
York hercege Bolingbroke Londonba vonulásáról mesél hercegnőjének. Megtudván, hogy fia, Aumerle egy királyellenes összeesküvés része, elindul figyelmeztetni a királyt. A hercegnő nem tudja lebeszélni erről, ezért inkább elküldi Aumerle-t, hogy érjen előbb Bolingbroke-hoz és könyörögjön kegyelemért.

#### 2. szín
Bolingbroke saját fia viselkedésén elmélkedik, mikor Aumerle érkezik, bűnbocsánatért esedezve. York követi, aki szigorúságot követel fiával szemben. Végül a hercegnő lép be, aki könyörög a király kegyelméért, amit Aumerle meg is kap.

#### 3. szín
Sir Piers Exton úgy véli, hogy az új király meg akarja öletni Richárdot és magára vállalja a feladatot.

#### 4. szín
Richárd, cellájában ülve, vereségén morfondírozik. Egy lovászfiú érkezik, aki régen őt szolgálta és felvidítja, ám az ételt hozó börtönőr elkergeti. A börtönőr, Exton parancsára, nem hajlandó előkóstolni az ételt, amiért Richárd megüti. Erre Exton, csapatával érkezik és megölik a volt királyt. Lelkiismerete gyötri tettéért.

#### 5. szín
A Bolingbroke elleni összeesküvés meghiúsult, a Carlisle-i püspököt láncra verve hozzák elé, ám ő megbocsát neki. Sir Exton koporsóban hozza Richárd testét, hálát várva, ám Bolingbroke nem örül a tettnek. Bánva, hogy szavai Richárd halálát okozták, keresztes hadjáratot szervez a szentföldre, remélve hogy ezzel vezekelhet a volt király haláláért.

## Az essexi felkelés
1601. február 7-én Essex gróf emberei lefizették a Globe színészeit, hogy ezt a darabot adják elő. A másnapra tervezett felkelés érdekében remélték, hogy Richárd leváltása inspirálja majd London lakosságát, hogy részt vegyenek a trónbitorlásban. A terv sikertelen volt, de a hatóságok nem büntették meg sem Shakespeare-t, sem a színészeket.

## Filmadaptációk
- The Tragedy of King Richard II 1970, UK, Richard Cottrell, Toby Robertson
- II. Richárd 1978, UK, David Giles
- The Shakespeare Series 2012: Richard II 2013, UK, Gregory Mikell
- Royal Shakespeare Company: Richard II 2013, UK, Gregory Doran
- A Koronák harca című angol drámasorozatban Shakespeare II. Richárdját dolgozták fel.[6]

## Színház
A darabot Magyarországon először 1889-ben mutatták be a Kolozsvári Nemzeti Színházban.
A 20. században hét előadás született. 1925-ben a Nemzeti Színház mutatta be Horváth Jenő rendezésében és Szász Károly fordításában, 1962-ben a Thália színház Kazimir Károly rendezésében és Somlyó György fordításában. 1971-ben két bemutató is volt, a Békés Megyei Jókai Színházban Sándor János rendezésében és a Szabadkai Népszínházban Virág Mihály rendezésében, mindkét esetben a Somlyó György fordítást használták fel. 1976-ban a Nemzeti Színház újra bemutatta a darabot, Major Tamás rendezésében és Somlyó György fordításában. Szintén a Somlyó György fordítást felhasználva mutatta be a darabot a Vígszínház 1984-ben és a Várszínház 1986-ban.
A 21. században eddig a Marosvásárhelyi Nemzeti Színház mutatta be a darabot 2007-ben Vulpe Andrea rendezésében és Vass István fordításában, valamint a Budapesti Kamaraszínház 2008-ban Almási-Tóth András rendezésében és Spiró György fordításában. A Vígszinház 2019-ben mutatta be a darabot, szintén Spiró György fordításában, Tompa Gábor rendezésében, Vecsei H. Miklós és ifj. Vidnyánszky Attila főszereplésével.